# Milan Fillo
Milan Fillo (23. dubna 1929, Žilina – 2. listopadu 2004, Karlovy Vary) byl československý sportovec, čtvrtkař. V roce 1952 se zúčastnil letních olympijských her v Helsinkách, kde závodil v běhu na 400 metrů (vypadl v rozběhu).

## Sportovní kariéra
V době svého prvního úspěchu na mistrovství republiky (1950–51) závodil za tým Slovena Žilina. V letech 1952–54 nastupoval za armádní tým ATK Praha, který později změnil název na ÚDA Praha.